# Ozzfest
Ozzfest este un turneu anual de festivaluri în Statele Unite și uneori în Europa (inclusiv o dată în Japonia în 2013) care prezintă evoluția multor formații hard rock și heavy metal.
Festivalul a fost înființat de către Ozzy Osbourne și soția sa Sharon Osbourne, ambii organizându-l anual împreună cu fiul lor, Jack Osbourne. Turneul Ozzfest a prezentat formații de o varietate de genuri din heavy metal și hard rock, inclusiv alternative metal, thrash metal, industrial metal, metalcore, hardcore punk, deathcore, nu metal, death metal, post-hardcore, gothic metal și black metal. Ozzy Osbourne și Black Sabbath, de asemenea au evoluat în turneu de mai multe ori de-a lungul anilor.

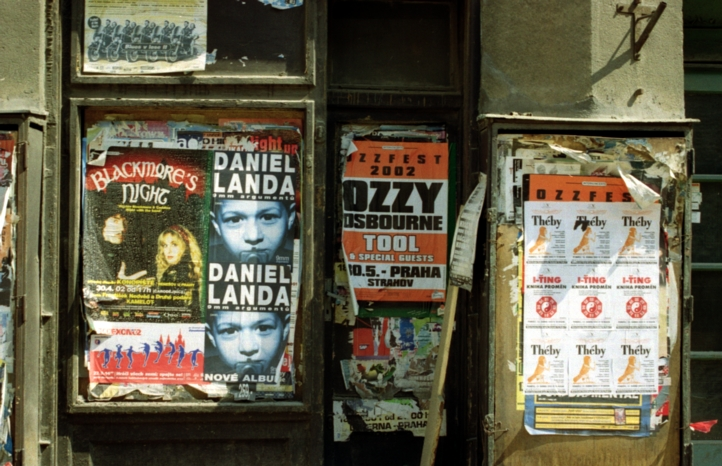
Afiș pentru Ozzfest pe ușa unui magazin abandonat în Praga, Cehia (vara lui 2002)

## Cele mai multe apariții la Ozzfest
- Ozzy Osbourne (10)
- Black Label Society (7)
- Hatebreed (6)
- Black Sabbath (6)
- DevilDriver (4)
- Disturbed (4)
- Drowning Pool (4)
- System of a Down (4)
- Pantera (4)
- Coal Chamber (3)
- Fear Factory (3)
- Marilyn Manson (3)
- Nonpoint (3)
- Otep (3)
- Rob Zombie (3)
- Shadows Fall (3)
- Slayer (3)
- Slipknot (3)
- Static-X (3)